# Cytothymia
Cytothymia är ett släkte av fjärilar. Cytothymia ingår i familjen nattflyn.
Kladogram enligt Catalogue of Life:
| Cytothymia | \| \| Cytothymia absita \| \| \| \| \| \| Cytothymia obsita \| \| \| \| |
|            | \| \| Cytothymia absita \| \| \| \| \| \| Cytothymia obsita \| \| \| \| |
|            | Cytothymia absita                                                       |
|            |                                                                         |
|            | Cytothymia obsita                                                       |
|            |                                                                         |